# 徐必遴
徐必遴，贵州贵阳人，清朝政治人物。同進士出身。
康熙十五年（1676年）丙辰科進士，三甲二十九名，選庶吉士。散館改主事。徐必遠為其兄。